# 李天驥
李天驥（1914年12月20日—1996年1月8日），字龙飞，男，直隶（今河北）安新人，中國武術家，擅太极拳、形意拳、少林拳等。曾任中国武术协会副秘书长、中国体育科学学会理事。

## 生平
李天骥出生於河北省安新县，從小就隨父親李玉琳習武。1931年毕业于山东省国术馆，並留館任教。他先後在山东、哈尔滨、天津、沈阳等地教太極拳。
1954年，擔任中央体育学院竞技科武术班教练组长，培训中華人民共和國首支国家武术队。1955年，调到国家体育运动委员会工作，在任內曾參與編寫简化二十四式太极拳教材。1964年当选中国武术协会副秘书长，1980年当选中国体育科学学会理事。
1959年，由松村谦三、古井喜实率领的日本经贸代表团訪問中國，李天驥受命指導來賓練習太極拳。1986至1989年間，他還四度应邀赴日本讲学，被日本太极拳爱好者尊為“日本太极之父”。
1990年退休，1996年因病去世。

## 著作
撰有《形意拳术》、《武当剑术》、《中国武术指南》、《太极拳真髓》、《武当绝技资料汇编》等書籍。

## 榮譽
- 1985年，獲国家体育运动委员会授予“新中国体育开拓者”奖章[3]。
- 1988年，获中国国际武术节组委会颁发“武术贡献奖”[4]。
- 1995年，在全国武林百杰评选活动中，被評為当代“十大武术名师”[3]。

## 紀念
2015年3月29日，李天骥诞辰一百周年纪念活动在在中国人民大学举行，同日還舉辦了“李天骥杯”太极拳邀请赛。